# Economic League
Die Economic League (EL) (deutsch Wirtschaftliche Partei), vollständig wohl Economic League of South West Africa (deutsch Wirtschaftspartei von Südwestafrika), war eine politische Partei im Mandatsgebiet Südwestafrika.
Die EL wurde kurz vor den Wahlen 1934 von deutschsprachigen Mitgliedern des South West African Legislative Assembly gegründet, nachdem zuvor die NSDAP und Hitlerjugend verboten worden waren und ihre Anhänger deportiert wurden.
Bei den Wahlen zur South West African Legislative Assembly 1934 nahm die EL teil und errang mit 19,46 Prozent der Stimmen den zweithöchsten Zuspruch. Sie gewann in Okahandja und damit einen der zwölf Sitze.